# Roz Chast

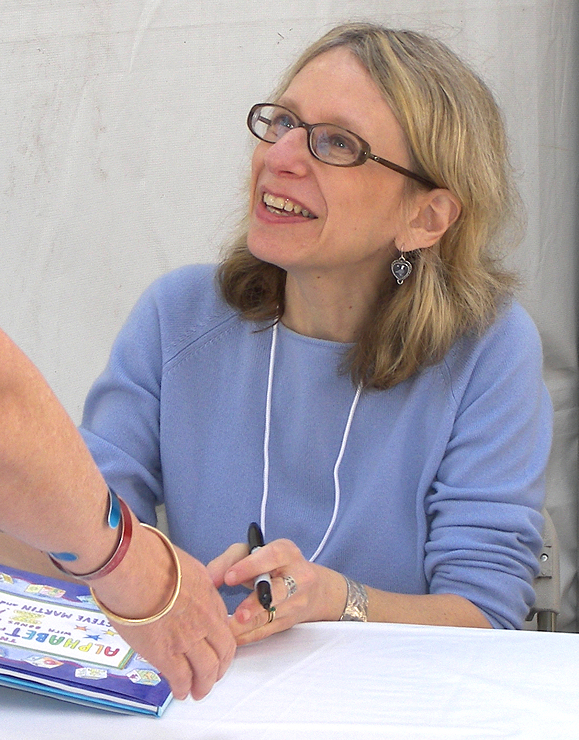
Roz Chast

Rosalind „Roz“ Chast (* 26. November 1954 in Brooklyn, New York) ist eine US-amerikanische Cartoon- und Comiczeichnerin, sie lebt in Ridgefield (Connecticut).

## Biographie
Roz Chast wuchs in Brooklyn auf und studierte Malerei an der Rhode Island School of Design. Seit 1978 veröffentlicht sie Comics und Cartoons in der Zeitschrift The New Yorker. Ihre Arbeiten wurden in mehr als zehn Bänden wiederveröffentlicht. 2014 wurde sie mit dem National Book Critics Circle Award („Autobiografie“) und 2015 mit dem Reuben Award und dem Heinz Award ausgezeichnet.
2010 wurde sie zum Mitglied der American Philosophical Society gewählt. Sie wurde mit der National Humanities Medal 2023 ausgezeichnet.
Als Illustratorin prägte sie Bücher von Patricia Marx (zuletzt: You Can Only Yell at Me for One Thing at a Time. Celadon Books, New York, 2020).

## Bücher (Auswahl)
- Können wir nicht über was Anderes reden? Meine Eltern und ich (Can't We Talk About Something More PLEASANT?, 2014)
- Ein Liebesbrief an New York (Going Into Town. A Love Letter to New York., 2017)